# Аль-Джасия
Аль-Джа́сия (араб. الجاثية — Коленопреклонённые) — сорок пятая сура Корана. Сура мекканская.  Состоит из 37 аятов.

## Содержание
В ней говорится, что Коран ниспослан Аллахом Могущественным, Мудрым. Потом в суре приведены доводы из Вселенной и логические доказательства, чтобы утвердить веру и призвать к ней. В суре призывается гибель на тех, которые отрицают знамения Аллаха. Далее в ней перечисляются милости и щедроты Аллаха своим рабам и требуется от верующих простить неуверовавших, поскольку только Аллах воздаст каждой душе за то, что она приобрела.
Затем в суре рассказывается о многих благах, которые Аллах по своей милости даровал сынам Исраила и о разногласии, возникшем между ними. Сура различает между теми, которые следовали истине, и теми, которые следовали страстям, отрицали воскресение и отвергали доводы, доказывающие могущество Аллаха.

 Ха. Мим. ۝ Писание ниспослано от Аллаха Могущественного, Мудрого. ۝ Воистину, на небесах и на земле есть знамения для верующих. ۝ В сотворении вас и живых тварей, которых Он расселил, есть знамения для людей убеждённых. ۝ В смене ночи и дня, в уделе, который Аллах ниспосылает с неба и посредством которого Он оживляет землю после её смерти, и в смене ветров есть знамения для людей разумеющих. ۝ Вот аяты Аллаха, которые Мы читаем тебе истинно. В какой же рассказ после рассказа об Аллахе и его знамениях они верят?
—  45:1—6 (Кулиев)